# Ática Ocidental
Ática Ocidental (em grego: Δυτικής Αττικής) é uma unidade regional da Grécia, localizada na região da Ática.

## Administração
Foi criada a partir da reorganização territorial do país, instituída pelo Plano Calícrates de 2011, contando com o mesmo território da antiga Prefeitura da Ática Ocidental. É subdividida em 5 municípios; são eles (numerados conforme o mapa):
- Elêusis (1)
- Aspropyrgos (2)
- Mandra-Eidyllia (3)
- Mégara (4)
- Fyli (5)